# Universitätswahlkreis
Universitätswahlkreise waren eine Besonderheit bei Wahlen des britischen House of Commons (Unterhaus). Absolventen von Universitäten hatten eigene Wahlkreise, die keine geographische Einheit bildeten, sondern die Graduierten repräsentieren sollten. In Universitätswahlkreisen Wahlberechtigte konnten dabei nicht nur in diesem wählen, sondern auch in ihrem Heimatwahlkreis, womit sie zwei Stimmen bei Unterhauswahlen hatten. Einige Universitätswahlkreise waren dabei Mehrpersonenwahlkreise, in denen nicht nach dem heute üblichen Prinzip First-past-the-post gewählt wurde, sondern nach dem sonst im Vereinigten Königreich unüblichen Verhältniswahlrecht mittels Instant-Runoff-Voting.
Die ersten Universitätswahlkreise wurden 1603 im Königreich England eingeführt. Mit dem Representation of the People Act 1948 wurden die letzten Universitätswahlkreise zu den Unterhauswahlen 1950 abgeschafft.

## Geschichte

### Einführung und Rolle imUnreformed House
Die Geschichte der Universitätswahlkreise geht bis ins 16. Jahrhundert zurück. Von 1570 an bis zum Ende der Regentschaft Elisabeths I. gab es sechs Gesuche der Universitäten Cambridge und Oxford, in denen von Universitätsvertretern um die Einrichtung solcher Wahlkreise zwecks Repräsentation der Hochschulen im Unterhaus gebeten wurde. Edward Coke, der selbst in Cambridge studiert hatte und 1593 zum Sprecher des Unterhauses gewählt worden war, war einer der bekanntesten Verfechter der Einführung von Universitätswahlkreisen und beriet seine Alma Mater zur Durchführung erster Wahlen. Mit der Royal Charter von 1603 gewährte Jakob I. den beiden Universitäten das Wahlrecht. Beide Universitäten entsandten jeweils zwei Vertreter in das House of Commons. Ab 1613 stellte auch die University of Dublin zwei Repräsentanten im irischen Unterhaus, mit der Vereinigung Irlands und Großbritanniens im Rahmen des Act of Union 1800 hatte die Universität Dublin von 1801 an einen Vertreter im britischen Unterhaus. Das politische Leben in den Universitätswahlkreisen war im Vergleich zu den borough constituencies (geographische Wahlkreise der Bezirke) ziemlich geräuschlos. So gab es kaum Auseinandersetzungen um die Gültigkeit von Wahlen.
Bis nach der Revolution 1688/89 machten die Universitätsgraduierten kaum Gebrauch von ihrem privilegierten Wahlrecht. Erst im 18. Jahrhundert stieg das Interesse an Wahlen signifikant an. So musste in Cambridge im Jahr 1826 vier Tage lang gewählt werden, da 1293 Wähler ihre Stimme abgaben – 99 Jahre zuvor hatten im selben Wahlkreis nur 377 Wahlberechtigte gewählt.
Vertreter der Universitätswahlkreise hatten besondere Privilegien: Sie mussten für Wahlen nicht mit persönlichem Vermögen aufkommen und waren nicht gezwungen, die 1710 eingeführten Land- und Wertbesitztumsqualifikationen zu erfüllen. Passiv wahlberechtigt waren nur diejenigen, die auch an der Universität, für deren Wahlkreis sie kandidierten, einen Abschluss erworben hatten, während sich in geographischen Wahlkreisen auch in anderen Gegenden Wohnhafte zur Wahl aufstellen lassen konnten. Während des Wahlprozesses war es Kandidaten in Oxford zudem untersagt, sich der dortigen Universität auf eine Entfernung von weniger als zehn Meilen zu nähern.

### Rolle ab 1832
Mit dem Reform Act 1832 wurden die Wahlkreise für das Parlament grundlegend neu zugeschnitten. Die Universitätswahlkreise blieben von dieser Reform weitgehend unberührt, lediglich der Wahlkreis der Universität Dublin erhielt einen zusätzlichen Vertreter. Sechs der 658 Unterhausabgeordneten repräsentierten damit Universitäten. Gesuche von Vertretern der schottischen Hochschulen um Parlamentsrepräsentation wurden nicht erhört. Die Einführung von eigenen Wahlkreisen für Universitäten in Schottland wurde zunächst allerdings innerhalb der schottischen Parlamentsdelegation mehrheitlich nicht unterstützt. Ab 1864 konnte für die Wahlkreise per Briefwahl abgestimmt werden.
Die Gründung neuer Universitäten wie dem säkulären University College London und ein Meinungsumschwung der schottischen Parlamentsmitglieder machten die Reform Acts 1867 (England und Wales) und 1868 (Schottland) notwendig, in deren Rahmen eine Ausweitung der Universitätswahlkreise beschlossen wurde. Neben der Londoner Universität erhielten auch die Universitäten Glasgow und Edinburgh je einen Parlamentsvertreter. Die Gesamtzahl der Universitätsabgeordneten stieg damit auf neun an. Zwischenzeitliche Versuche von Politikern der Liberal Party, unter ihnen Premierminister John Russell, die englischen Anwaltskammern Inns of Court den Universitäten wahlrechtstechnisch gleichzustellen, scheiterten hingegen am Widerstand von Konservativen wie Benjamin Disraeli. Bei weiteren Wahlkreisreformen in den 1880er Jahren blieben die Universitätswahlkreise unangetastet.

### Höhepunkt der Bedeutung
Bedingt durch weitere Universitätsgründungen (bspw. University of Wales, Victoria University of Manchester, University of Sheffield) Ende des 19. und Anfang des 20. Jahrhunderts sprachen sich Vertreter der „traditionellen“ Universitäten für die Gründung neuer Wahlkreise, die diese Universitäten umfassen sollten, aus – vor allem als Gegenreaktion zu wachsender Kritik an den etablierten Hochschulwahlkreisen. In seiner Amtszeit als Schatzkanzler nannte der spätere liberale Premierminister David Lloyd George Universitätswahlkreise „die größte Farce in der Verfassung des Vereinigten Königreichs“. 1913 scheiterte ein Gesetz im Parlament, das mehrfaches Wählen (plural voting) zu Unterhauswahlen verbieten und Universitätswahlkreise damit de facto abschaffen sollte.
Durch den Ersten Weltkrieg kippte die Stimmung allerdings zugunsten einer Stärkung der Universitätswahlkreise. Die Rolle der Hochschulen im Weltkrieg als wichtige nationale Institutionen und ein Schulterschluss der Universitäten in Forschungs- und Finanzfragen galten als ausschlaggebend für eine Empfehlung der Speakers’ Conference von 1917 zur Ausweitung der parlamentarischen Vertretung von Hochschulen. Mit dem Representation of the People Act 1918 wurde die Zahl der Universitätsparlamentarier auf 15 angehoben: die schottischen Universitäten wurden zu einem Wahlkreis (Combined Scottish Universities) vereint, der drei Vertreter stellte, die National University of Ireland, die Queen’s University Belfast und die University of Wales erhielten je einen Abgeordneten im Unterhaus, die restlichen Hochschulen Englands formierten den Wahlkreis Combined English Universities. Zudem waren studierte Frauen über 30 Jahre von nun an wahlberechtigt. Das Privileg des plural voting galt seit Verabschiedung des Acts 1918 für 68.000 Graduierte, zusätzlich zu 159.000 Geschäftsleuten, die doppelt wählen durften. Für studierte Auslandsbriten waren die Universitätswahlkreise die einzige Möglichkeit, politische Vertretung im Unterhaus zu finden.
Die Mehrpersonenwahlkreise in Schottland und England erlaubten Abstimmen nach Verhältniswahlrecht. Seit den Unterhauswahlen 1918 wurde im schottischen Universitätswahlkreis per Instant-Runoff-Voting gewählt. Ausnahmen waren Nachwahlen, bei denen weiter das First-past-the-post-Wahlrecht Anwendung fand. Das Fortbestehen der Universitätswahlkreise nach 1918 kann als Kompromiss konservativer und progressiver Elemente gesehen werden: Während die weiter bestehende Möglichkeit des plural voting für die gebildete Elite einen von den Konservativen kritisch gesehenen Übergang zu einer vollständigen Demokratie mit Gleichwertigkeit aller Stimmen verhinderte, so galten Hochschulwahlkreise als „verlockendste“ Option zur Erprobung des von Liberalen präferierten Verhältniswahlrechts. Die Vergabe der Abgeordnetenmandate der Hochschulwahlkreise erfolgte gemäß der übertragbaren Einzelstimmgebung. Der Schriftsteller Alan Patrick Herbert, der 1935 für einen der beiden Universitätswahlkreise der Universität Oxford ins Unterhaus gewählt worden war, schilderte humorvoll das überaus komplizierte Auszählungsverfahren.
Mit dem Government of Ireland Act von 1920 und der irischen Unabhängigkeit mit dem Anglo-Irischen Vertrag von 1921 entfielen die drei auf dem Staatsgebiet der Republik Irland situierten Universitätswahlkreise.

### Abschaffung
Nur kurze Zeit nach der Ausweitung des Universitätswahlrechts 1918 wurde die Existenz der Hochschulwahlkreise immer weiter in Frage gestellt. 1928 wurde der Wahlkreis Combined English Universities trotz Widerstands vieler Abgeordneter der Labour Party um die University of Reading erweitert. 1931 stimmte das Unterhaus mit einer knappen Mehrheit von 246 zu 242 Abgeordneten gegen die von Labour vorgeschlagene Abschaffung der Universitätswahlkreise.
Eine vom Unterhaussprecher geleitete, überparteiliche – wenn auch von Konservativen mehrheitlich dominierte – Konferenz zu Wahlrecht im Jahr 1944 sah ursprünglich keine Veränderung in Bezug auf Universitätswahlkreise vor. Der ausgearbeitete Kompromiss sah ein Fortbestehen der Hochschulwahlkreise vor, dafür konnte die Labour Party ihre Forderung nach einem Angleichen des Wahlrechts für Lokal- und Parlamentswahlen durchsetzen. Der Kompromiss passierte das Unterhaus mit 152 zu 16 Stimmen. Nach den Unterhauswahlen 1945, bei denen Labour einen Erdrutschsieg einfuhr, gab es eine politische Mehrheit für die Abschaffung der Graduiertenwahlkreise. Mit dem 1948 Representation of the People Act wurde das plural voting und damit die Universitätswahlkreise endgültig für Unterhauswahlen abgeschafft, allerdings nur mit Stimmen von Labour und gegen Widerstand der von dem Sonderwahlrecht am meisten profitierenden Konservativen. Die Tories versprachen in ihren Wahlprogrammen zu den Wahlen 1950 und 1951 die Wiedereinführung der Universitätswahlkreise, setzten ihr Versprechen nach dem äußerst knappen Wahlsieg 1951 allerdings nicht um und strichen die Forderung zu den Unterhauswahlen 1955 aus ihrem Programm.
Universitätswahlkreise bestanden zu Wahlen des 1921 eingeführten nordirischen Parlaments noch weiter fort. Die Universität Belfast stellte vier Abgeordnete im 52 Mandate umfassenden Unterhaus. Mit der Abschaffung des Hochschulwahlkreises Belfast zu den Nordirlandwahlen 1969 endete schließlich die mehr als 350-jährige Geschichte der gesonderten Stellung von Universitätsabsolventen im Wahlrecht des Vereinigten Königreichs.

## Übersicht der Wahlkreise
|                                                      | 1603– 1613 | 1613– 1800 | 1801– 1832 | 1832– 1867 | 1868– 1917 | 1918– 1921                             | 1922– 1950                             | 1950– heute |
| ---------------------------------------------------- | ---------- | ---------- | ---------- | ---------- | ---------- | -------------------------------------- | -------------------------------------- | ----------- |
| University of Oxford                                 | 2          | 2          | 2          | 2          | 2          | 2                                      | 2                                      | –           |
| University of Cambridge                              | 2          | 2          | 2          | 2          | 2          | 2                                      | 2                                      | –           |
| University of Dublin                                 | –          | 2          | 1          | 2          | 2          | 2                                      | –                                      | –           |
| University College London                            | –          | –          | –          | –          | 1          | 1                                      | 1                                      | –           |
| University of Edinburgh und University of St Andrews | –          | –          | –          | –          | 1          | 3 (schottische Universitäten zusammen) | 3 (schottische Universitäten zusammen) | –           |
| University of Glasgow und University of Aberdeen     | –          | –          | –          | –          | 1          | 3 (schottische Universitäten zusammen) | 3 (schottische Universitäten zusammen) | –           |
| Englische Universitäten zusammen                     | –          | –          | –          | –          | –          | 2                                      | 2                                      | –           |
| University of Wales                                  | –          | –          | –          | –          | –          | 1                                      | 1                                      | –           |
| Queen’s University Belfast                           | –          | –          | –          | –          | –          | 1                                      | 1                                      | –           |
| National University of Ireland                       | –          | –          | –          | –          | –          | 1                                      | –                                      | –           |
| Gesamtzahl Abg. Universitätswahlkreise               | 4          | 6          | 5          | 6          | 9          | 15                                     | 12                                     | 0           |
| Gesamtzahl Abg. Unterhauswahlkreise                  | k. A.      | k. A.      | 658        | 658        | 658        | 707                                    | 615                                    | 625         |
| Prozentualer Anteil Universitätswahlkreise           | k. A.      | k. A.      | 0,8        | 0,9        | 1,4        | 2,1                                    | 2,0                                    | 0,0         |

1. 1 2  Wahlkreis bedingt durch die Unabhängigkeit Irlands aufgelöst
2. ↑  ab 1928 inkl. der University of Reading
3. ↑  zum Zeitpunkt der Konstituierung des ersten Parlaments ohne Unterhauswahlkreise (1950)

## Prominente Abgeordnete (Auswahl)
Die meisten in Universitätswahlkreisen gewählten Abgeordneten waren politisch konservativ und unionistisch eingestellt, seltener auch liberal. Die Labour Party schaffte es nur ein einziges Mal, einen Sitz in einem Universitätswahlkreis zu gewinnen. Zudem konnten parteilose Unabhängige häufiger ein Mandat erlangen, was nach Abschaffung der Hochschulwahlkreise nur selten geschah. Die folgende Liste stellt eine Auswahl prominenter Politiker dar, die über Universitätswahlkreise gewählt wurden:
- William Pitt der Jüngere (1759–1806), 1784–1806 Abgeordneter für Cambridge, 1783–1801 und 1804–1806 Premierminister
- Charles Abbot, 1. Baron Colchester (1757–1829), 1806–1817 Abgeordneter für Oxford, 1802–1817 Sprecher des Unterhauses
- Henry Goulburn (1784–1856), 1831–1856 Abgeordneter für Cambridge, 1828–1830 und 1841–1846 Schatzkanzler, 1834–1835 Home Secretary
- William Ewart Gladstone (1809–1898), 1847–1865 Abgeordneter für Oxford, 1852–1855, 1859–1866, 1873–1874, 1880–1882 Schatzkanzler, 1868–1874, 1880–1885, 1886 und 1892–1894 Premierminister
- Robert Finlay, 1. Viscount Finlay (1842–1929), 1910–1937 Abgeordneter für Edinburgh & St. Andrews, 1916–1919 Lordkanzler
- Hugh Cecil, 1. Baron Quickswood (1869–1956), 1910–1937 Abgeordneter für Oxford
- Joseph Larmor (1857–1942), 1912–1922 Abgeordneter für Cambridge
- William Watson Cheyne (1852–1932), 1918–1922 Abgeordneter für Combined Scottish Universities
- Herbert Fisher (1865–1940), 1918–1926 Abgeordneter für Combined English Universities
- William Martin Conway (1856–1937), 1918–1931 Abgeordneter für Combined English Universities
- John Buchan, 1. Baron Tweedsmuir (1875–1940), 1927–1935 Abgeordneter für Combined Scottish Universities, 1935–1940 Generalgouverneur von Kanada
- Eleanor Rathbone (1872–1946), 1929–1946 Abgeordnete für Combined English Universities
- John Graham Kerr (1869–1957), 1935–1950 Abgeordneter für Combined Scottish Universities
- Ramsay MacDonald (1866–1937), 1936–1937 Abgeordneter für Combined Scottish Universities, 1922–1924 und 1924–1929 Oppositionsführer, 1924 und 1929–1935 Premierminister
- John Anderson, 1. Viscount Waverley (1882–1958), 1938–1950 Abgeordneter für Combined Scottish Universities

## Universitätswahlkreise in anderen Staaten
- Australien: Im Unterhaus des Parlaments von New South Wales in Australien saß zwischen 1876 und 1880 ein Repräsentant der University of Sydney. Der Universitätswahlkreis wurde 1858 eingeführt und durfte erst ab einer Immatrikuliertenzahl von 100 einen Vertreter in die Legislative entsenden, was erstmals 1876 der Fall war, während auf alle anderen Wahldistrikte für die Legislativversammlung ca. 4000 Stimmberechtigte pro Distrikt entfielen. Im Zuge einer Wahlkreisreform wurde der Wahlkreis nur vier Jahre, nachdem er erstmals einen Abgeordneten stellte, abgeschafft.[17]
- Deutschland: In Bayern bestand von 1946 bis 1999 als Ständevertretung neben dem Landtag der Bayerische Senat; Bayern war damit das einzige Land der Bundesrepublik mit Zweikammersystem. Drei der sechzig Mitglieder des Senats wurden dabei von den Hochschulen und Akademien gewählt.
- Indien: In Indien wurden Universitätswahlkreise kurioserweise 1948 eingeführt, im selben Jahr, in dem sie im Vereinigten Königreich abgeschafft wurden.[18] Mit Inkrafttreten der indischen Verfassung 1950 wurden die Universitätswahlkreise allerdings wieder abgeschafft, in einigen Oberhäusern der Bundesstaaten bestehen sie aber als geographische Wahlkreise ohne Möglichkeit des plural voting fort.
- Irland: Nach der Unabhängigkeit Irlands bestanden Universitätswahlkreise bis 1936 für Wahlen des Dáil Éireann. Mit der Abschaffung des Freistaatenparlaments gibt es seit 1937 für das Oberhaus, den Seanad Éireann, sechs Universitätswahlkreise. Sowohl der Verbund der National University of Ireland als auch das Trinity College Dublin stellen drei Senatoren.[19] Von gut 540.000 registrierten Graduierten sind (Stand: 2019) nur 180.000 als Wähler für den Seanad registriert.[20]
- Ruanda: Im 26-köpfigen Senat Ruandas sitzen zwei Senatoren, die an den Universitäten gewählt werden. Ein Senator repräsentiert die staatlichen Hochschulen, einer die privaten.[21]
- Slowenien: Im Nationalrat, der Ersten Kammer des Parlaments von Slowenien, sitzen sechs Abgeordnete, die als Vertreter „nicht-kommerzieller“ Tätigkeiten (darunter fallen u. a. Hochschulen) fungieren.